# Pixel 5
Pixel 5（ピクセル ファイブ、コードネーム: Redfin）は、Pixel 4の後継機として、Google Pixel製品ラインの次期スマートフォンである。Googleから2020年9月30日に発表され、10月15日に日本などで発売された。

## 仕様

### 設計とハードウェア
Pixel 5は、「100％リサイクルされたアルミニウム製の筐体」と、画面にゴリラガラス6を使用して構成されている。端末の色はグリーン（Sorta Sage）またはブラック（Just Black）の2色が用意されており、どちらもマット仕上げとなっている。筐体にはプラスチックの薄いコーティングが施されており、電源ボタンはメタリック仕上げのアルマイト処理が施されている。底面にはUSB-Cコネクタがあり、充電や音声出力に使用される。ステレオスピーカーを内蔵し、そのうちの1つはアンダーディスプレイユニットで、もう1つのスピーカーはUSB-Cポートの右側にある。背面には、Pixel 4 で削除された静電容量式指紋リーダーを備える。
Pixel 5 は、ミッドレンジのクアルコム Snapdragon 765G SoC (8 つの Kryo 475 コア、Adreno 620 GPU とHexagon 696 DSP で構成される)、8 GB の LPDDR4X RAM と 128 GB の非拡張 UFS 2.1 内部ストレージを使用している。Pixel 4a（5G）にも採用されているSnapdragon 765Gは、標準的な5G接続を可能にし、「sub-6」とミリ波ネットワークの両方をサポートしている。
Pixel 5は4080 mAhバッテリーを搭載しており、前身の2800 mAhバッテリーよりも大幅に増加している。18 Wまでで急速充電が可能であり、Qiのワイヤレス充電だけでなく、逆ワイヤレス充電をサポートしている。これは、バイオ樹脂で覆われたワイヤレス充電コイルの背面パネルのカットアウトを介して有効になる。IEC規格60529のIP68の防水性能を保持している。Pixel 4のモーションセンス機能や顔認識機能、Active EdgeやPixel Neural Coreも省略されている。
Pixel 5は、HDR10+対応の6インチ（152mm）1080p OLEDディスプレイを搭載しており、最大90Hzのリフレッシュレートで動作し、コンテンツに応じて動的に調整してバッテリー寿命を延ばす。ディスプレイは19.5:9のアスペクト比を持ち、スリムで均一なベゼルと正面カメラ用の左上隅の円形のカットアウトを備えたPixel 4aと同様のデザイン美学を採用している。
Pixel 5には、隆起した四角いモジュール内に配置されたデュアル背面カメラが搭載されている。広角カメラに変更はないが、Pixel 4の望遠レンズに代わる超広角レンズが搭載されている。28mm 77° F1.7の広角レンズにはSony Exmor IMX363の1220万画素センサーが、107° F2.2の超広角レンズには1600万画素センサーが搭載されており、両センサーはPixel 4a（5G）と同じである。正面カメラは800万画素のセンサーを使用している。以前のPixelスマートフォンは30fpsに制限されていたため、Pixel 4a（5G）とともに、60fpsで4Kビデオを録画できる最初のPixelスマートフォンである。Pixel Neural Coreは搭載されていないが、Pixel Visual CoreはPixel 4に搭載されているLive HDR+と二重露光機能をサポートするように作り直されている。追加のソフトウェアの改良点としては、新しいポートレートライト機能、夜景用のポートレートモード、露出ブラケット機能付きのHDR+などがある。

### ソフトウェア
Pixel 5は、発売時にAndroid 11とGoogle Cameraアプリのバージョン7.5を搭載し、Call ScreenやPersonal Safetyアプリなどの機能を搭載して出荷される予定である。サポートは2023年まで延長され、3年間のメジャーOSアップグレードを受けることが予想されている。

### 不具合
Pixel 5本体の画面が浮き上がり筐体の間に隙間ができるという報告がGoogleフォーラム・XDA・Reddit等Web上であがっており、Googleが調査を開始した。